# Chantelle
Chantelle – miejscowość i gmina we Francji, w regionie Owernia-Rodan-Alpy, w departamencie Allier.

## Demografia
Według danych na rok 1990 gminę zamieszkiwały 1043 osoby, a gęstość zaludnienia wynosiła 95 osób/km². W styczniu 2015 r. Chantelle zamieszkiwało 1090 osób, przy gęstości zaludnienia wynoszącej 99,3 osób/km².